# Francis Seymour-Conway, 3. markýz z Hertfordu
Francis Charles Seymour-Conway, 3. markýz z Hertfordu (Francis Charles Seymour-Conway, 3rd Marquess of Hertford, 3rd Earl of Yarmouth, 3rd Viscount Beauchamp of Hache, 4th Baron Conway) (11. března 1777 – 1. března 1842) byl britský politik, diplomat a sběratel umění. Od mládí byl dlouholetým poslancem Dolní sněmovny, v roce 1822 jako dědic titulu markýze přešel do Sněmovny lordů. Během napoleonských válek i později se uplatnil také jako diplomat.

## Životopis

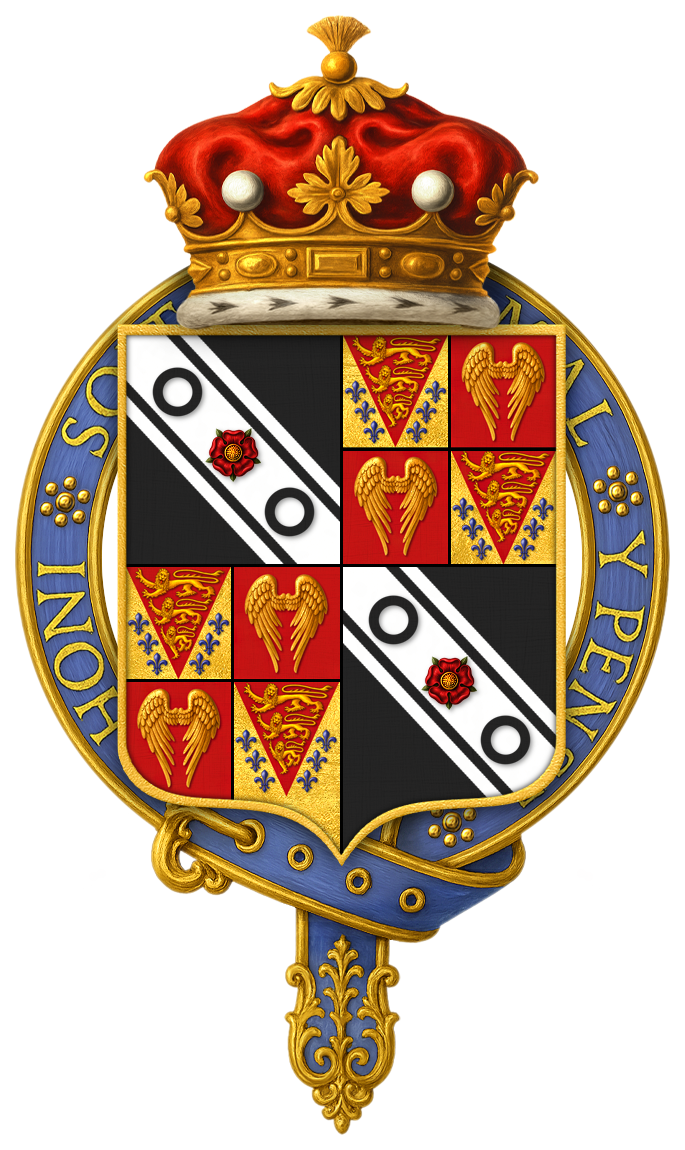
Erb 3. markýze z Hertfordu s dekorací Podvazkového řádu

Pocházel ze starého šlechtického rodu Seymourů, narodil se jako jediný syn politika a dvořana 2. markýze z Hertfordu (1743–1822) a jeho druhé manželky Isabelly, rozené Ingramové (1759–1834), která byla milenkou prince waleského (pozdějšího krále Jiřího IV.) Studoval v Oxfordu a hned po dosažení plnoletosti byl zvolen do Dolní sněmovny (1797). Poslancem Dolní sněmovny byl s krátkou přestávkou přes dvacet let (1797–1818 a 1820–1822) a zastupoval postupně několik volebních obvodů v Anglii a Irsku. Patřil k toryům a v prvních letech podporoval vládu Williama Pitta. Díky poměru své matky s princem waleským patřil také k jeho přátelům. V červnu 1806 byl pověřen zvláštní diplomatickou misí do Francie. V roce 1812 byl jmenován do dvorské funkce zástupce nejvyššího komořího (Vice-Chamberlain of the Household), ještě téhož roku ale tento post opustil po atentátu na premiéra Spencera Percevala. Od roku 1812 byl zároveň členem Tajné rady a v roce 1819 obdržel za zásluhy hannoverský Řád Guelfů. V roce 1822 zdědil po otci titul markýze z Hertfordu a vstoupil do Sněmovny lordů (do té doby vystupoval pod jménem hraběte z Yarmouthu). V roce 1822 se stal také rytířem Podvazkového řádu. V roce 1827 vedl zvláštní diplomatické poselstvo do Ruska, jehož úkolem bylo předat Podvazkový řád caru Mikulášovi II. Kromě toho zastával řadu čestných postů v několika hrabstvích v Anglii (Suffolk) a Irsku (Antrim), mimo jiné byl soudcem ve městech Bodmin a Coventry. Proslul jako sběratel a mecenáš umění, rozšiřoval rodové umělecké sbírky, které tvoří stěžejní součást muzea Wallace Collection v Londýně.

## Rodina
V roce 1798 se oženil s italskou aristokratkou Marií Emilií Fagnani (1771–1856), jejíž skutečný původ je dodnes nejasný, pravděpodobně byla nemanželskou dcerou skotského šlechtice Williama Douglase, 4. vévody z Queensberry. Z manželství se narodily tři děti, dcera a dva synové. Manželé žili později odloučeně, Maria Emilia pobývala trvale v Paříži. Dědicem titulů byl starší syn Richard Seymour-Conway, 4. markýz z Hertfordu (1800–1870), který v mládí sloužil v armádě a byl též poslancem Dolní sněmovny.
Jeho bratrancem byl dlouholetý ministr zahraničí Robert Stewart, vikomt z Castlereaghu (1769–1822).
Třetí markýz z Hertfordu se díky svému životnímu stylu volnomyšlenkářského bonvivána stal inspirací pro postavu lorda Steyne v Thackerayově románu Jarmark marnosti.